# Ígor Tselovàlnikov
Ígor Tselovàlnikov   (Yerevan, 2 de gener de 1944 - Khàrkiv, 17 de març de 1986) (en rus: Игорь Васильевич Целовальников, en ucraïnès: Ігор Васильович Целовальников) va ser un ciclista soviètic, d'origen ucraïnès, que s'especialitzà en el ciclisme en pista.
Va participar en els Jocs Olímpics de 1972, a Múnic, en què guanyà una medalla d'or en tàndem, fent parella amb Vladímir Semenets.

## Palmarès
- 1972
  -  Medalla d'or als Jocs Olímpics de Múnic en Tàndem (amb Vladímir Semenets)